# 夏田里
夏田里，舊名「詹厝園」，位於台灣台中市大里區西境偏南，為大里區人口最少的行政區。
農地面積廣，農業人口佔多數，工業方面以國中路一帶開發較早，在十股尾有一些小型工廠，沿著大里溪岸（元提路）有數家砂石混凝廠。是大里區唯一沒有一條商店街的村落。

## 淵源
舊名「詹厝園」是因為清治時期有詹氏墾戶在此開墾，到了日治時期詹氏墾戶已有廿幾戶人家，此地被編為藍興堡詹厝園莊，大正9年（1920年）再改為台中州大屯郡大里庄詹厝園。
詹厝園的舊聚落包括：頂厝、香蕉地、大竹圍、十股等四大聚落。民國三十五年（1946年），日治時期的大屯郡所屬轄區更改地名時，當時的保正（村長）周闊嘴（別號周阿來）與姑丈胡宗基商討地名時，有感於以往詹厝園一帶時有洪水氾濫，良田均遭淹沒，因此取其「夏禹王治水、保護良田」的意思，改為「夏田」。 

## 地理位置
夏田里劃分為8鄰，355戶，總人口1,173人（台中縣大里市戶政事務所民國109年1月底戶口統計）。本里東為大元里，西與南側隔草湖溪與霧峰區對望，西北與烏日區接壤，北則臨大里里。

## 行政區劃沿革
夏田里於清代時隸屬藍興堡詹厝園莊；明治34年（1901年）時，改隸臺中廳大里杙區詹厝園庄，至大正9年（1920年）則隨行政區調整，隸屬大屯郡大里庄詹厝園大字。二次大戰結束後，國民政府接收臺灣，以原詹厝園大字範圍置夏田村，隸屬臺中縣大里鄉。民國82年（1993年）大里鄉升格為縣轄市大里市，隨之改制為夏田里。

## 舊聚落
1. 十股：位於現今夏田里第八、九鄰，也就是中投公路與夏田活動中心之間，以往有十位墾戶在此開墾荒地，而此稱之為「十股」，其中十股巷附近有一座百年歷史的土地公廟。
2. 大竹圍：位於現今七鄰國中路附近，早期的聚落有大竹圍環繞而得名，但後來已砍伐殆盡，只剩下竹圍巷的巷名述明此一史跡，據說是因為日本人在統治時，為了便於管理，因此全部加以砍伐。另一種說法是，由於竹林裡面蚊蟲孳生，村民後來利用大掃除的機會加以砍除。此外，以往竹圍巷中有九棵百年的芒果樹，但因妨害農田耕作，在逐漸砍伐下，目前只剩下一棵而已。
3. 頂厝：該處位於聚落的頂端，因此稱之為「頂厝」，也就是現今第一鄰的地區，該處日治時期保正周阿來的故居，也就是前市長周芳村的祖厝，並有一座仙公廟，後來改為八天宮，另福田宮附近則有百年歷史的林家古厝。
4. 香蕉地：位於現今第三鄰的地區，顧名思義，早期這裡以種植香蕉為主。

### 書籍
- 《臺灣地名辭書》卷十二《臺中縣》第二冊，第32頁
- 《夏田里社區報》細說從頭~夏禹治水.保護良田，2009年2月[註2]

### 注解
1. 1 2 3 4  . 臺中市大里區公所‧民政課. 2012-11-30. （原始内容存档于2014-02-22） （中文（臺灣））.

### 外部連結
- 臺中市大里區公所 沿革（繁體中文）
- 大里市舊地名沿革及行政變遷[永久]（繁體中文）